# Dominik Starkl
Dominik Starkl (Krems an der Donau, 6 novembre 1993) è un calciatore austriaco, attaccante del Kremser SC.

## Caratteristiche tecniche
Ala destra, può giocare come ala sinistra o prima punta.

## Carriera

### Club
Ha giocato nella prima divisione austriaca.

### Nazionale
Ha giocato nelle nazionali giovanili austriache Under-18, Under-19 ed Under-21.